# Estação División del Norte (Metrô da Cidade do México)
A Estação División del Norte é uma das estações do Metrô da Cidade do México, situada na Cidade do México, entre a Estação Eugenia e a Estação Zapata. Administrada pelo Sistema de Transporte Colectivo, faz parte da Linha 3.
Foi inaugurada em 25 de agosto de 1980. Localiza-se no cruzamento da Avenida Cuauhtémoc com a Avenida División del Norte e a Avenida Universidad. Atende os bairros Letran Valle, Del Valle e Santa Cruz Atoyac, situados na demarcação territorial de Benito Juárez. A estação registrou um movimento de 7.106.344 passageiros em 2016.